# Křížová cesta Píšť
Křížová cesta Píšť je křížová cesta u kostela sv. Vavřince v obci Píšť v okrese Opava v Opavské pahorkatině v Moravskoslezském kraji.

## Další informace
Novodobá venkovní křížová cesta byla zřízena v roce 2003. Skládá se z výklenkových kapliček s umístěnými výjevy soudu, smti a vzkříšení Ježíše Krista, které jsou vyrobené z keramických reliéfů. Autorem reliéfů je Kateřina Pavlicová-Gavlasová. Na místě je také venkovní oltář s keramickým reliéfem na téma poslední večeře páně z roku 2015, Lurdská jeskyně, oddechová část a parková část.

## Galerie

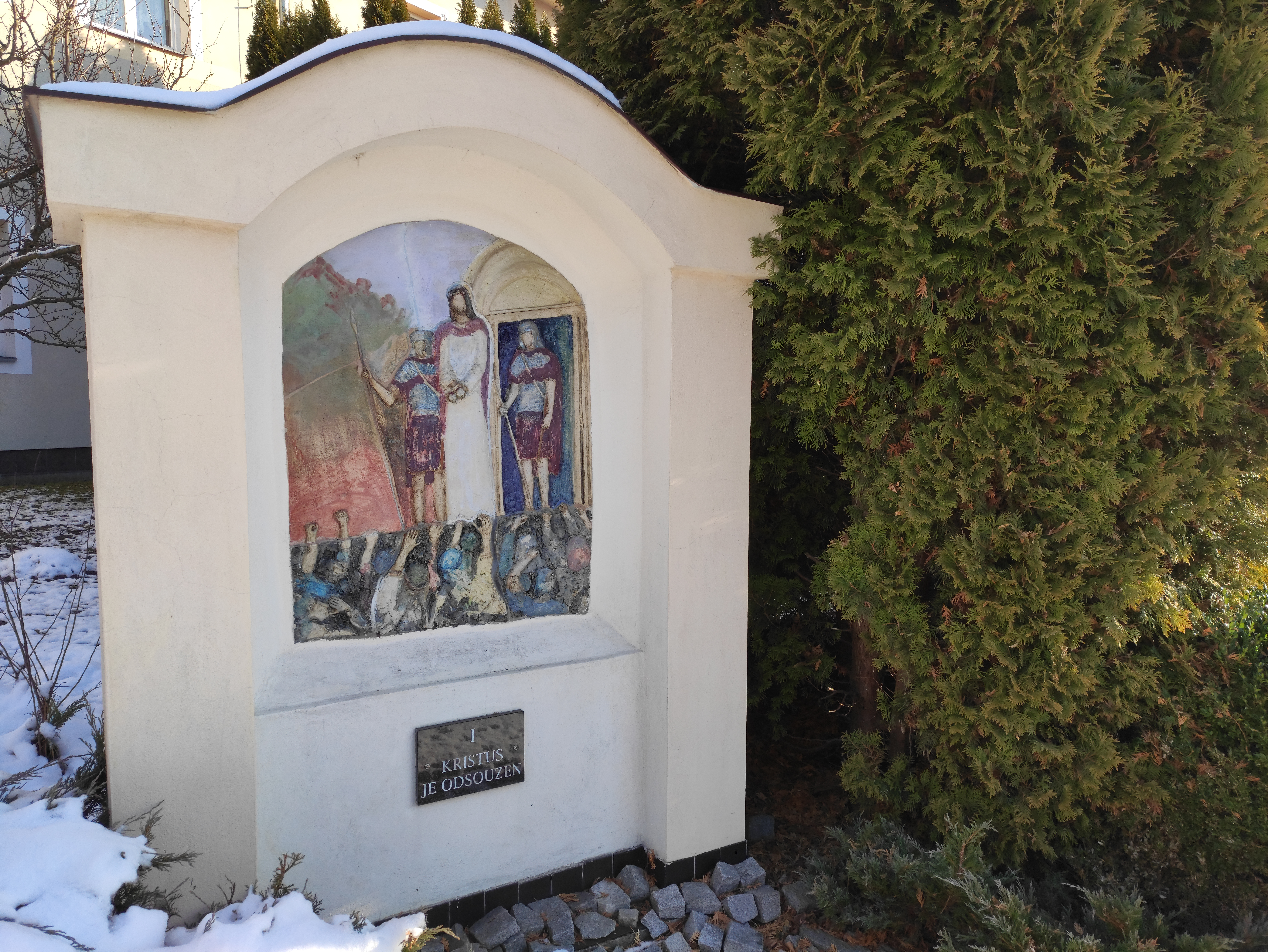
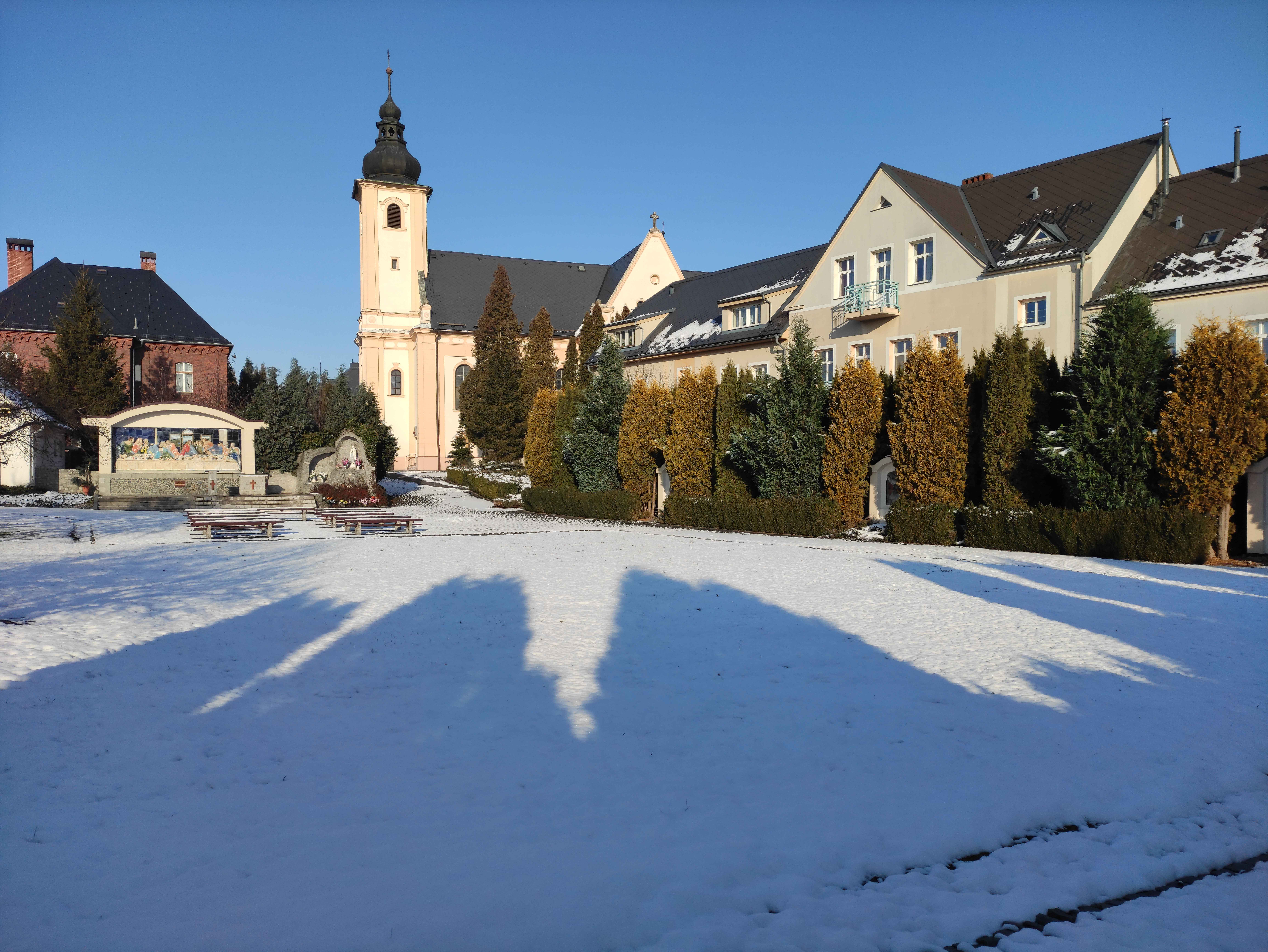
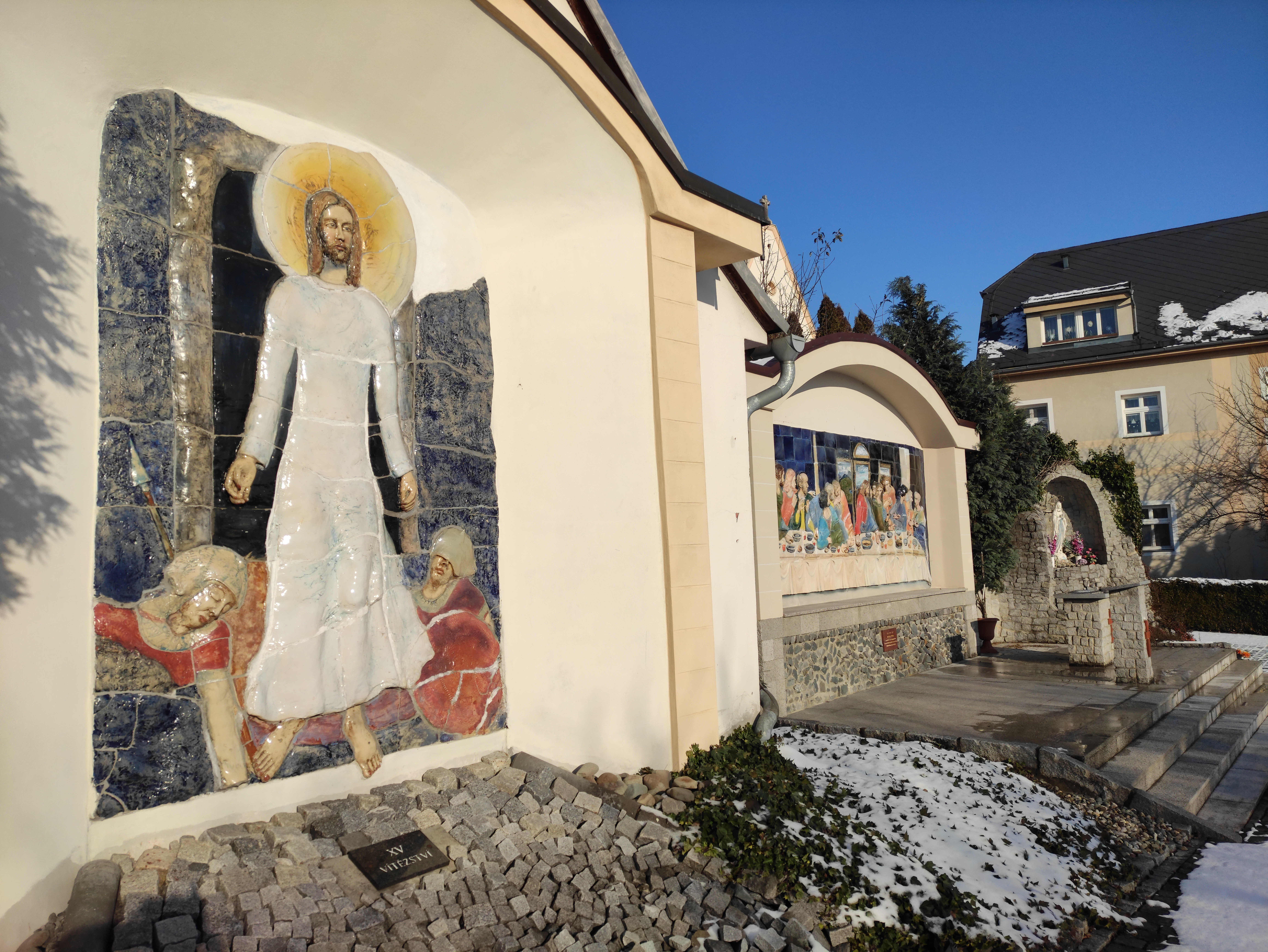
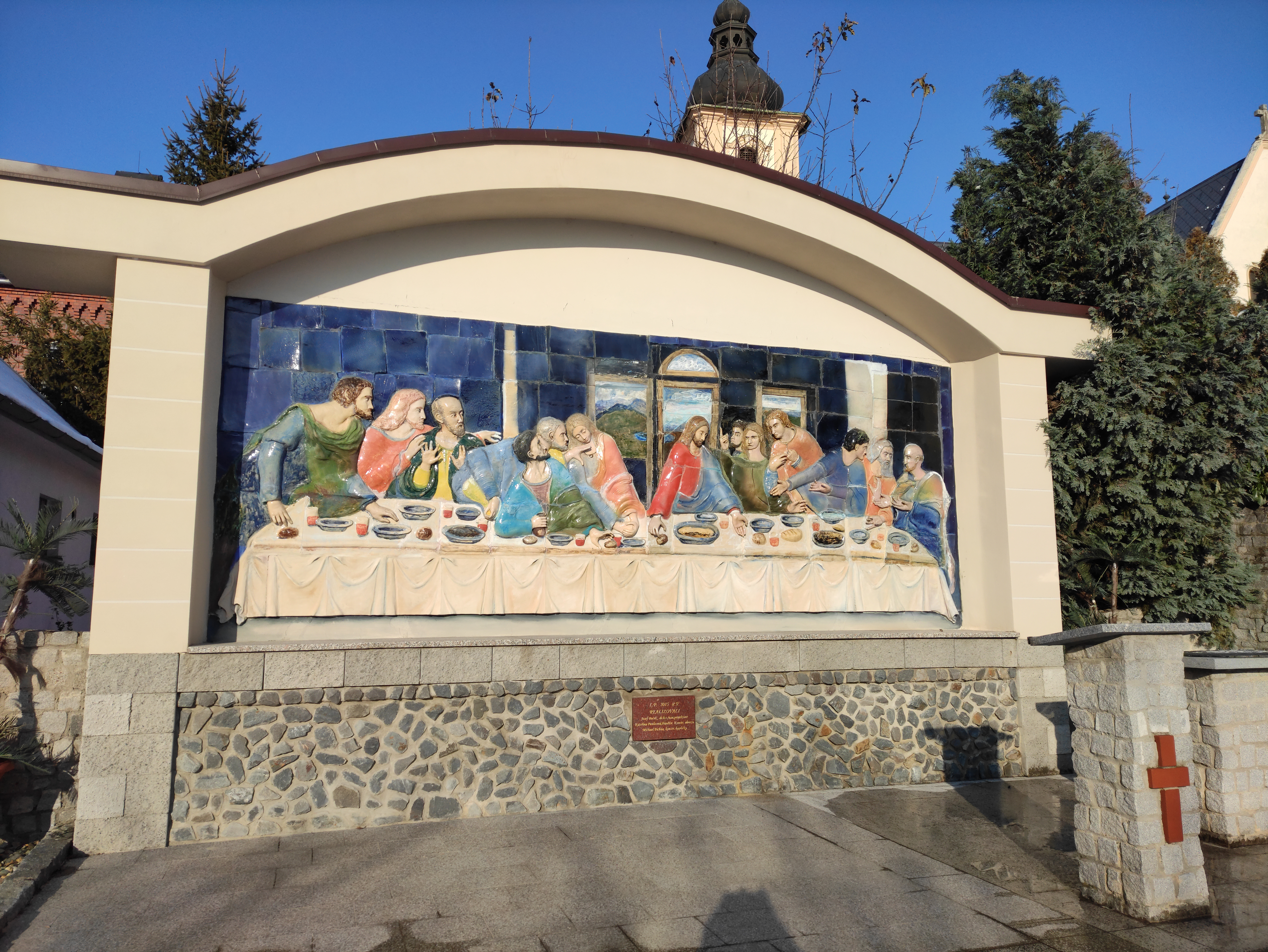
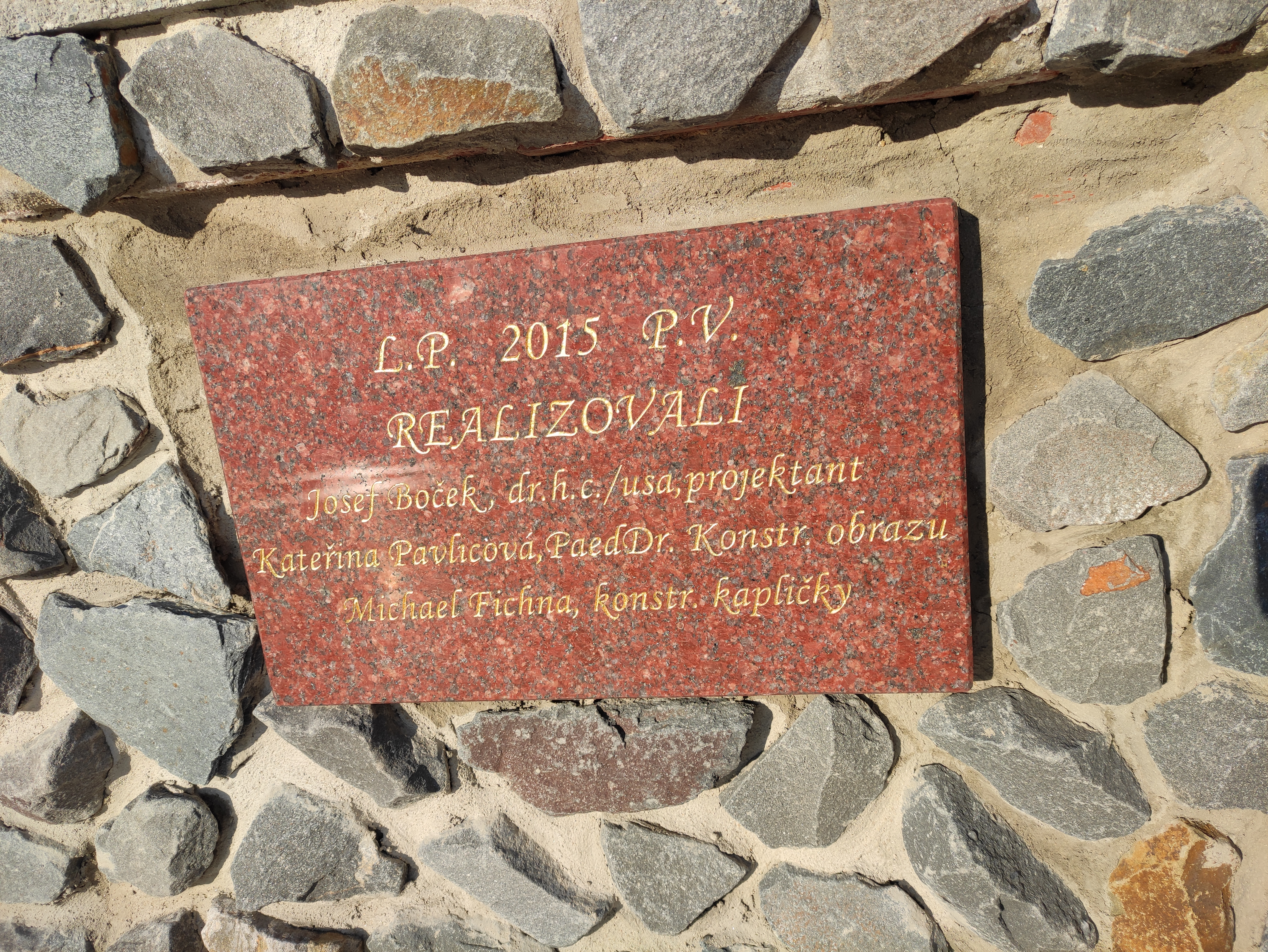